# Рафаел Гуалаци
Рафаѐле Гуала̀ци (на италиански: Raffaele Gualazzi), по-известен като Рафаѐл Гуала̀ци (Raphael Gualazzi; Урбино, 11 ноември 1981 г.), е италиански певец, пианист и автор на песни.

## Биография
На 16 септември 2005 г. издава първия си студиен албум, озаглавен Love Outside the Window („Любов зад прозореца“) и разпространен от „Едел“.
През 2008 г. записва кавър на песента Georgia on My Mind за сборния албум Piano Jazz, издаден във Франция от „Уаграм Мюзик“.
През септември 2010 г. издава първия си миниалбум в Италия и Европа, съдържащ кавър на Don't Stop („Не спирай“) на „Флийтууд Мак“ и три нови песни, написани от самия него, както и първия му сингъл Reality and Fantasy („Действителност и фантазия“). Песента е издадена по-късно като ремикс от британско-френския диджей Джайлз Питърсън.

### Фестивал в Санремо и „Евровизия“
На 18 февруари 2011 г. със самостоятелно написаната песен Follia d'amore („Любовна лудост“) печели 61-вото издание на Фестивала на италианската песен в Санремо в категорията „Млади“ и е удостоен с Наградата на критиката „Мия Мартини“ и Наградата на пресцентъра на радиото и телевизията. Песента е включена във втория му студиен албум, озаглавен Reality and Fantasy и издаден на 16 февруари 2011 г. от „Шугър Мюзик“. Вследствие на победата си е избран на 19 февруари да представи Италия през месец май на 56-ото издание на Песенния конкурс „Евровизия“, провел се в Дюселдорф, Германия. Той е първият представител след дългогодишното отсъствие на Италия от 1997 г. С английската версия Madness of Love завършва на второ място от общо 43 страни участнички със 189 точки – 32 точки зад печелившата песен Running Scared („Бягам уплашен“) на азербайджанския дует „Ел и Ники“.
На 13 декември 2012 г. се потвърждава участието му на 63-тото издание на Санремския фестивал за през следващата година в категорията „Шампиони“ с песните Senza ritegno („Без задръжки“) и Sai (ci basta un sogno) („Нали знаеш (стига ни една мечта)“). През първата фестивална вечер на 12 февруари 2013 г. се класира за финала с втората от тях, а през последната на 16 февруари завършва на пето място. Успоредно с участието му на 14 февруари излиза третият му студиен албум Happy Mistake („Щастлива грешка“).
През 2014 г. участва за втора поредна година на 64-тото издание на лигурския фестивал, този път в дует с „Дъ Блъди Бийтруутс“, представяйки песните Liberi o no („Свободни или не“) и Tanto ci sei („И без това си тук“), с първата от които заема трето място на финала.

## Дискография

### Студийни албуми
- 2005 – Love Outside the Window
- 2011 – Reality and Fantasy
- 2013 – Happy Mistake
- 2016 – Love, Life, Peace
- 2020 – Ho un piano
- 2022 – Bar del sole
- 2023 – Dreams

## Филмография
- 2016 – „Смелата Ваяна“ (озвучава Таматоа в италианския дублаж)

## Участия на фестивали

### Фестивал на италианската песен в Санремо
- Първо място
- Трето място

| Издание | Година | Изпълнител                            | Песен                                                        | Място                   | Автори                                                                                | Категория  |
| ------- | ------ | ------------------------------------- | ------------------------------------------------------------ | ----------------------- | ------------------------------------------------------------------------------------- | ---------- |
| 61-во   | 2011   | Рафаел Гуалаци                        | Follia d'amore („Любовна лудост“)                            | 1-во                    | Текст и музика: Рафаел Гуалаци                                                        | „Млади“    |
| 63-то   | 2013   | Рафаел Гуалаци                        | Senza ritegno („Без задръжки“)                               | не се класира за финала | Текст и музика: Рафаел Гуалаци                                                        | „Шампиони“ |
| 63-то   | 2013   | Рафаел Гуалаци                        | Sai (ci basta un sogno) („Нали знаеш (стига ни една мечта)“) | 5-то от общо 14         | Текст и музика: Рафаел Гуалаци                                                        | „Шампиони“ |
| 64-то   | 2014   | Рафаел Гуалаци и „Дъ Блъди Бийтруутс“ | Liberi o no („Свободни или не“)                              | 3-то от общо 13         | Текст: Рафаел Гуалаци Музика: Боб Корнелиус Рифо                                      | „Шампиони“ |
| 64-то   | 2014   | Рафаел Гуалаци и „Дъ Блъди Бийтруутс“ | Tanto ci sei („И без това си тук“)                           | не се класира за финала | Текст: Джулиано Санджорджи, Рафаел Гуалаци Музика: Рафаел Гуалаци, Боб Корнелиус Рифо | „Шампиони“ |

### Песенен конкурс „Евровизия“
- 2011 – Madness of Love (2-ро място на финала със 189 точки)